# Miljan Vukadinović
Miljan Vukadinović (in serbo Миљан Вукадиновић?; Belgrado, 27 dicembre 1992) è un calciatore serbo, centrocampista del Mladost GAT.

## Biografia
Ha anche un fratello più grande, Vukadin, anch'egli calciatore.

## Carriera

### Club
Il 1º luglio 2014 viene acquistato dalla squadra ceca del Mladá Boleslav.

### Nazionale
Nel 2021 ha giocato 2 partite con la nazionale serba.

## Palmarès

### Club

#### Competizioni nazionali
- Coppa di Serbia: 1

Vojvodina: 2019-2020